# C/1817 Y1
Komet Pons ali C/1817 Y1 je komet, ki ga je odkril francoski astronom Jean-Louis Pons 7. maja 1817.

## Značilnosti
Soncu se je najbolj približal 26. februarja 1818, ko je bil na razdalji približno 1,2 a.e. od Sonca.